# Батал-паша
Батал Хусейн-паша (*д/н — 1801) — політичний та військовий діяч Османської імперії.

## Родовід
Походив з впливового роду деребеїв Каніклізаде з Румського еялету. Його дідом був Ахмед-ага, впливовий феодал з міста Фатса, який зумів досягти посади капічибаши (головним сторожем) султанського палацу, а потім став всевладним правителем санджаку Самсун. Стрийко Батала — Сулейман — досяг титулу мірмірана і паши Трабзону, за цим послідовно був пашею Кафи, Очакова, Караману.
Його батько Алі брав участь у війнах проти Російської імперії. а у 1772 році придушив заколот деребеїв в Трабзонському еялеті, що сприяло стрімкій кар'єрі. Спочатку став пашею Трабзону, потім Ерзуруму, Карсу, Кастамону, контролював санджаки Сівас, Амасія, Самсун в румському еялеті, перетворившись тим самим на потужного напівнезалежного володаря.

## Життєпис
Замолоду отримав титул бея. 1774 року призначений батьком мутесілімом (цивільним намісником) і мутасарріфом (митником) міста Амасія. Невдовзі за родинною традицією намагався обмежити вплив амасійських феодалів, стратив або ув'язнивши найбільш впливових. Але круті дії Батал призвели до широкого невдоволення. Тому Алі-паша замінив його молодшим сином Мікдад Ахмед-беєм.
1776 року призначається санджакбеєм Кара-Хісара. 1777 року відправлено до Джаніку для знищення банд. 1778 року призначається капічибаши (головним сторожем) султанського палацу.
1779 року під час повстання батька проти османської влади долучився до нього. Але поразка змусила їх тікати до Криму. Втім у 1780 році обидва отримали помилування через побоювання подальшого спротиву клану Каніклізаде, що залишався впливовим в Ерзурумському, Карському і Трабзонському еялетах.
1785 року після смерті батька призначений пашею Ерзурумського еялету, а також отримує ранг візира. 1786 року стає пашею Алеппо. 1787 року додатково стає також очільником Трабзонського еялету. Також отримує звання сераскіра для підготовки кавказької кампанії проти Російської імперії.
1788 року призначений валі Кабарди. 1789 року висадився в Анапі. В його завдання входило повернення під владу османів Кабардинських і Кубанських земель. Взимку 1790 року завдав тяжкої поразки російському війську на чолі з генерал-поручиком Юрієм Бібіковим, що спробував захопити Анапу.
У наступні місяці став готуватися до походу за Кубань. У цей час в Батал Хусейн-паши виник конфлікт з Шейхом Мансуром, імамом горців. Той доповідав у Стамбул про небажання паши оголошувати плани кампанії союзним беям. Зрештою у вересні Батал Хусейн-паша повільно став рухатися на північ. Втім попереджаючи плани османського паши, російський уряд наказав виселити кубанських татар до ставропольських степів від Куми до Єгорлику.
В результаті Батал-паша не отримав бажаної допомоги та повстання мусульманського населення. В подальшому взагалі почав відступ. На думку деяких дослідників, уже тоді він вступив у таємні перемовини з генерал-майором Іван Германом фон Ферзенем. Зрештою перед вирішальною битвою разом з найближчими слугами й охоронцями Батал Хусейн-паша, прихопивши скарбницю, перейшов на бік росіян. Це деморалізувало османське військо, що почало розвалюватися. Цим скористався Герман фон Ферзен, який знищив рештки армії, що ще залишалися біля річки Абазинки. Для надання успіху більшої ваги він доповів Григорію Потемкіну, що розбив і полонив Батал Хусейн-пашу. До тепер в російській історії ця подія значиться як значна російська перемога, хоча як такої битви не було.
Такі події призвели до втрати авторитету Османської імперії серед ногайців, абазинів та інших племен, очільники яких стали переходити на бік Російської імперії, насамперед Султан Менглі Ґерай. Також це дозволило росіянам спокійно розпочати облогу Анапи в 1791 році.
1790 року Батал офіційно оголошений султаном як втікач (фірарі). 1792 року султан Селім III наказав стратити брата і сина Батал Хусейна — Мікдад Ахмеда і Хайреддіна відповідно. Інший син Таяр Мехмед увійшов до почту російського генерала Олександра Суворова.
Батал Хусейн отримав маєток в Кабарді, який став зватися Баталпашинський. Це також свідчить про таємну згоду між ним та Германом фон Фрезеном. За традицією деребїв він укріпив свій маєток, оскільки в місцині ще було багато різних кочівників.
1798 року після того як його син Таяр Мехмед втік до Османської імперії, Батал Хусейна було переведено до Бахчисараю, а Баталпашинський маєток у 1804 році перетворено на військове укріплення (сьогоднні це місто Черкеськ). В Криму мав щорічну пенсію в 6 тис. карбованців золотом.
1799 року внаслідок вступу Османської імперії до Другої антифранцузької коаліції відбулося порозуміння з російським імператором Павлом I, що дозволило Батал Хусейну повернутися до Трабзону. Того ж року призначається очільником Трабзонського еялету. Але невдовзі перейшов до Ерзурумського еялету, а свого сина Таяр Мехмеда домігся призначити пашею Трабзону. 1800 року здійснив хадж до Мекки, помер 1801 року.